# Турчин, Николай Давыдович
Николай Давыдович Турчин — советский государственный и политический деятель, председатель Кемеровского областного исполнительного комитета.

## Биография
Родился в селе Красная Слобода в 1922 году. Член ВКП(б) с 1944 года. В РККА — в 1941—1942 гг.
С 1942 года — на общественной и политической работе. В 1942—1976 гг. — секретарь комитета ВЛКСМ завода № 510, 1-й секретарь Центрального районного комитета ВЛКСМ, инструктор Кемеровского городского комитета ВКП(б), секретарь Кемеровского областного комитета ВЛКСМ, 2-й, 1-й секретарь Кемеровского областного комитета ВЛКСМ, заведующий Отделом партийных органов Кемеровского областного комитета КПСС, 1-й секретарь Междуреченского, Кемеровского городского комитета КПСС, председатель Исполнительного комитета Кемеровского промышленного областного Совета, заведующий Кемеровским областным отделом по печати, начальник Кемеровского областного управления по делам издательств, полиграфии и книжной торговли.
Избирался депутатом Верховного Совета РСФСР 6-го созыва.
Умер в Кемерове в 1976 году.